# أندريه دو بوش
أندريه دو بوش هو مبارز بالسيف بلجيكي، مثّل بلاده في الألعاب الأولمبية الصيفية 1908.

## روابط خارجية
أندريه دو بوش على موقع أوليمبيديا (الإنجليزية)